# Paolo Dal Fiume
Paolo Dal Fiume (Giacciano con Baruchella, 26 gennaio 1955) è un allenatore di calcio ed ex calciatore italiano, di ruolo centrocampista.

## Carriera

### Giocatore

Dal Fiume al Napoli nel 1984

Centrocampista di fascia destra nelle giovanili del Torino allora guidato da Ercole Rabitti, vinse coi granata il titolo italiano della categoria Allievi nella stagione 1971-1972. 
Fu quindi fu ceduto al Conegliano nel campionato 1973-1974, in Serie D, facendo inoltre parte della Nazionale di categoria.
Passò poi al Varese, con cui debuttò in Serie A il 12 gennaio 1975 a San Siro, marcando Gianni Rivera, dopo che l'allenatore Pietro Maroso lo aveva fatto subentrare al posto di Walter De Vecchi al 72'.
Dopo un periodo di tre anni in Lombardia, durante il quale partecipò anche al campionato del mondo per militari di Damasco, dal 1977 passò al Perugia dei miracoli di D'Attoma, Ramaccioni e Castagner, che nella stagione 1978-1979 finì imbattuto, prima squadra a riuscire nell'impresa; in tale anno segnò tra l'altro al Napoli, squadra a cui fu poi ceduto nel 1982.
Con la maglia dei partenopei debuttò il 12 settembre, prima giornata di campionato, nel pareggio per 0-0 contro l'Udinese, sua futura squadra; in Campania rimase tre anni, giocando prima con Ruud Krol e poi con Diego Armando Maradona.
Passa quindi all'Udinese, con cui disputa due stagioni in Serie A e una in B, chiudendo la carriera alla Pistoiese allora militante in Interregionale.
In carriera ha totalizzato complessivamente 207 presenze e 17 reti in Serie A e 85 presenze e 7 reti in Serie B.

### Allenatore
Preso il patentino di allenatore di seconda categoria a Coverciano nel 1989 e quello di Prima nel 1993-1994. Debutta in tale veste nell'Interregionale con l'Imola, con cui vince il campionato, ma senza essere promosso per un problema amministrativo.

## Palmarès

### Giocatore
- Coppa Intertoto: 1

Perugia: 1978

### Allenatore
- Campionato Interregionale: 1

Imola: 1989-1990